# 2-Этилгексановая кислота
2-Этилгексановая кислота — это органическое соединение с формулой CH3(CH2)3CH(C2H5)COOH. Это карбоновая кислота, которая широко используется для получения липофильных производных металлов, растворимых в неполярных органических растворителях. 2-Этилгексановая кислота представляет собой бесцветное вязкое масло, поставляется в виде рацемической смеси.

## Получение
2-этилгексановую кислоту получают промышленным путем из пропилена, который подвергают гидроформилированию с образованием масляного альдегида. Альдольная конденсация масляного альдегида дает 2-этилгексеналь, который гидрируется до 2-этилгексаналя. Окисление этого альдегида дает 2-этилгексановую кислоту.

## Применение
Эфиры 2-этилгексановой кислоты, особенно ди-, тригликолей и полиэтиленгликоля, используются в качестве пластификаторов и стабилизаторов для полимеров ПВХ. Пероксиды 2-этилгексановой кислоты являются катализаторами полимеризации для производства полиэтилена низкой плотности.
С катионами металлов 2-этилгексановая кислота образует комплексные соли, которые имеют стехиометрию, аналогичную ацетатам металлов. Эти 2-этилгексаноатные комплексы используются в органическом и промышленном химическом синтезе. Например, 2-этилгексаноат олова (II) является катализатором полимеризации лактида в полилактид (полимолочная кислота). Гидроксилалюминий бис(2-этилгексаноат) используется как загуститель в различных продуктах, в том числе в производстве напалма.